# Belize aux Jeux olympiques
Le Belize a participé aux Jeux olympiques pour la première fois en 1968 et il a envoyé ses athlètes à chaque rendez-vous olympique estival, à l'exception des Jeux olympiques de Moscou 1980, pour raison de boycott. Le pays n'a jamais participé aux Jeux olympiques d'hiver.
Entre 1968 et 1972, le pays était en compétition sous le nom du Honduras britannique.
Le Belize n'a jamais gagné de médailles aux Jeux olympiques.
Le comité national olympique a été créé en 1967 et il fut reconnu la même année par le comité international olympique.

## Source
- (en) Cet article est partiellement ou en totalité issu de l’article de Wikipédia en anglais intitulé « Belize at the Olympics » (voir la liste des auteurs).